# Bashkia e Beratit
Bashkia e Beratit är en kommun i Albanien.   Den ligger i prefekturen Qarku i Beratit, i den centrala delen av landet, 70 kilometer söder om huvudstaden Tirana.
Trakten runt Bashkia e Beratit består till största delen av jordbruksmark.  Runt Bashkia e Beratit är det ganska tätbefolkat, med 160 invånare per kvadratkilometer.